# Kololak
Kololak ist ein Fleischgericht der armenischen Küche.
Unter der Bezeichnung Kololak sind zwei verschiedene Gerichte bekannt geworden.
Kololaks aus Hackfleisch, auch als Einfache Kololaks bezeichnet, stellt man aus fein zerkleinertem Fleisch von Rind, Schaf und Schwein her. Für die Bratmasse vermengt man dieses mit Zwiebeln und Gewürzen. Typische Formen sind walnussgroße Klößchen und zigarrenförmige Stäbchen. Diese paniert man und brät sie in Butter. Als Imbissvariante brät man die Fleischportionen an Spießchen oder steckt sie nach dem Braten auf diese.
- Schiraker Kololak: eine Hackmasse aus Schaffleisch zu Stäbchen formen und anbraten. Danach zusammen mit gewürzten Tomaten im Ofen backen.

- Airarater Kololak: eine Hackmasse aus Schaffleisch zu Klößen formen und mehlieren. Danach braten und anschließend mit Tomatensauce begießen.

Die meisten klassischen Varianten sind souffléartige Kololaks. Diese werden nur aus Rindfleisch zubereitet. Das schlachtfrische Muskelfleisch wird durch Klopfen zu einem Teig zerkleinert. Diese Masse wird mit Salz, Pfeffer und Weinbrand bzw. Wodka gewürzt. Wenn sie zähflüssig ist, gibt man Eier, Milch, Mehl und Kräuter hinzu. Ja nach Region wird diese Hackmasse unterschiedlich verwendet.
- Kololak Gecharkuni: gekochte Hackfleischbällchen mit Weizengraupenbrei
- Aschtraraker Kololak: mit der Hackmasse ein vorbereitetes Hähnchen umhüllen, mit einem Leinentuch einwickeln und in Fleischbrühe pochieren. Als Beilage wird Einlaufsuppe mit Reis serviert.